# 中華民國流亡政府論
中華民國流亡政權論是中華民國政府的一種定位論述，是基于台灣地位未定論对於中華民國政權在台灣的定位。該觀點認為，中華民國政府在1949年對中国共产党戰事失利後，從中國流亡台灣，並以殖民體制進行統治。在陳水扁政府時期前，该观点較少被媒體關注。但在2008年馬英九政府時期，該觀點再度興起。時任民主進步黨主席蔡英文於2010年5月25日在一場座談會上表示，“中华民国是一个流亡政府”，引发泛藍陣營不滿。隨後，臺灣Yahoo!奇摩以「你認為中華民國是流亡政府嗎？」為題進行了網路投票，結果認為「是」的佔65.4%，「不是」的佔32.1%，「不知道」的佔2.5%。2016年，蔡英文代表民進黨贏得总统大選後，她未再繼續主張「中华民国是一个『流亡政府』」的觀點，但也没有公開否認該觀點。而2024年，曾獲彭明敏生前支持，後當選中華民國總統的賴清德；始終對「流亡」一事隻字未提。

## 背景

1945年10月25日在臺北公會堂舉行的受降典禮，典禮臺上懸掛同盟國英中美蘇四國同等大小的國旗。

「臺灣光復」一詞是指第二次世界大戰結束後，中華民國國民政府對其從大日本帝國接管臺灣與澎湖群島的歷史事件的稱呼，標誌著臺灣日治時期的結束、以及戰後時期的開始。「光復」字面上亦含有「失去再收回」之意，中華民國政府視此事件為臺灣自清朝割讓予日本後復歸中國統治，因而以此稱之。
持台灣主權未定論者则認為當時的中華民國只是代表同盟國軍事佔領臺灣，而非以中華民國的名義「收復」臺灣或對臺灣之主權有所移轉，因此所謂「臺灣光復」只是中華民國政府的片面之詞，臺灣和澎湖至今尚屬於主權未定狀態，僅為同盟國的軍事佔領地。部分人士據此認為在國共內戰後敗走臺灣的中華民國政府已「流亡」至非領土，因而有「中華民國流亡政府」的說法，認為中華民國政府唯有遷回其法理上之領土金門和馬祖才能消除「流亡政府」的身份。
2005年8月2日，時任中華民國總統陳水扁對中華民國定位以四階段論詮釋，即“中華民國在大陸，中華民國到臺灣，中華民國在臺灣，中華民國是臺灣。”

## 符應觀點
- 《大英百科全書》稱蔣中正為「在台灣流亡的中国国民党政府的領導者」（head of the Chinese Nationalist government in exile on Taiwan）[25]。
- 1999年1月18日，世新大學教授李筱峰通过台灣教授協會在自由時報发文《中華民國還存在著嗎？》指出“中華民國政府正流亡在地位未定的台澎。”[6]
- 2009年，前總統陳水扁曾在林志昇控美案中簽署聲明表示願意以「中華民國流亡政府前總統」的身份出庭作證[26]。最後結果是美國最高法院駁回林志昇控美案同時扁辦也與林志昇劃清界線[27]。
- 2009年，中華民國司法院前副院長城仲模在「台灣國際地位研討會」上稱：「中華民國流亡政府按國際法理的鐵則，絕無就地合法化的可能」[28]。
- 2010年5月24日，民進黨主席蔡英文在出席台灣教授協會舉辦的「中華民國流亡台灣六十年暨戰後台灣國際處境新書發表會」，並在會中發言表示中華民國「是一個流亡政府，在臺灣進行統治；在（過去）台灣統治的幾十年來，看到威權統治與中國性的合體，如今中國性與台灣性、台灣主體意識發生微妙關係，以前中國性是主體，台灣性是客體，如今主客易位。」[29][30]。隨後，當時臺灣最大入口網站Yahoo!奇摩以「你認為中華民國是流亡政府嗎？」為題在5月26日至27日進行了網路投票，結果認為「是」的佔65.4%，「不是」的佔32.1%，「不知道」的佔2.5%[10]。
- 2015年，蔡英文宣布參選中華民國總統，自由台灣黨發起人、公民護台灣聯盟總召蔡丁貴对此表示“認為中華民國是流亡政府”，雖然對蔡英文“维持现状”的說法不是很滿意，但可以諒解。[31]

## 争议

### 正方观点
主張中華民國是流亡政府的人士認為，日本在1945年第二次世界大戰中戰敗後，作為中國戰區最高總司令的蒋中正僅依照盟軍最高統帥麥克阿瑟的《一般命令第一號》，代表同盟國赴臺灣接受日本投降與實施军事占领，而非以中華民國名義「收復」臺灣，因此所謂「臺灣光復」只是中華民國政府的片面之詞。又日本在1951年與同盟國各國簽訂的《舊金山和約》中，僅表示放棄臺灣和澎湖的主權，未載明該主權移轉所屬國家，因此中華民國政府遷移到尚在代管狀態的非領土上統治，應稱之“流亡”。

### 反方观点
反对中華民國是流亡政府的人士認為，「中華民國是流亡政府」這句話是不通的，「國家」和「政權」不能混為一談，且「流亡政權」必然是把政府遷設在本國以外的國家，只能空有「政權」之名，並不能在暫時寄居的國家內依照自己的憲法，行使主權，亦已喪失所主張之領土全境。中华民国政府即使以臺灣主權未定論觀點，並非設於其領土，但由於仍能實際行使主權與控制小部分領土，以「偏安政府」稱之較為貼近。中華民國政府否認臺灣地位未定論及中華民國流亡政府論，認為臺灣主權歸屬中華民國已在《中日和約》中獲得確認，且中華民國並未簽署《舊金山和約》，並認為《舊金山和約》以未明言歸還何國之體例，授權當事國與日本另訂條約解決和約中宣示放棄之領土。

## 外部鏈接
- YouTube上的為什麼中華民國是流亡政府（中文）
- YouTube上的蔡英文：中華民國是流亡政府（中文）